# Ricardo Restrepo Callejas
Ricardo Restrepo Callejas (Medellín, 23 de septiembre de 1847-Ibidem, 13 de octubre de 1930) fue un empresario, escritor y político colombiano, que se desempeñó como 4° Ministro de Hacienda y Tesoro de ese país. 

## Biografía
Nació en Medellín, hijo del empresario Fernando Restrepo Soto y de Concepción Callejas Echeverri, en septiembre de 1847. Hermano de los también empresarios Carlos, Camilo Claudio y Emilio Restrepo Callejas. Estudió en su ciudad natal estudió en el Colegio de San Ildefonso y en el Colegio del Estado. Después se trasladó a Bogotá, donde estudió en el Colegio de Santiago Pérez Manosalva y en el Colegio Mayor de San Bartolomé. Aunque estudió Derecho, no llegó a graduarse ni ejercerlo, si bien recibió un doctorado honoris causa en Jurisprudencia y Ciencias Políticas de la Universidad de Antioquia. 
Regresó a Medellín y se vinculó a la firma fundada por su padre, Fernando Restrepo y Cía., comenzando a dedicarse a la vida empresarial. Fue diputado a la Asamblea Legislativa de Antioquia en 1870 y viajó a Europa en 1874. En 1877, durante el gobierno estatal en Antioquia de Julián Trujillo Largacha, fue Secretario de Fomento del Estado Soberano de Antioquia, volviendo a ser diputado a la Asamblea Legislativa en 1878. En 1908 fue nombrado como Ministro de Hacienda y Tesoro por el presidente Rafael Reyes, y en 1912 fue Representante a la Cámara por Antioquia.
Como empresario fue el dueño de los molinos La Cascada, en Sonsón, y San Carlos, en Salamina, los más importantes del sur de Antioquia en el momento, y de la Fábrica de Hilados y Tejidos del Hato, actualmente llamada Fabricato. Miembro fundador de la Cámara de Comercio de Medellín, fue quien introdujo el cultivo de trigo en Antioquia. Como socio de la compañía familiar, fue socio de la Compañía Antioqueña de Tejidos, de la Compañía de Tejidos de Medellín, del Banco de Medellín y del Banco de Antioquia, este último del cual en 1886 fue parte de su junta directiva. Fundó en 1922, junto con sus hijos Roberto y Hernando, la firma comercial “Ricardo Restrepo e Hijos”. Tal fue su fortuna que llegó a prestar dinero a la Alcaldía de Abejorral para instalar la primera planta energética del municipio.
Miembro fundador de la Academia Antioqueña de Historia, escribió con frecuencia para medios de comunicación como Antioquia Literaria y El Oasis; así mismo, escribió varias obras como La defensa del Coronel Rafael Uribe (1930) y Un baile con carrera (1870).
Casado en 1874 en Medellín con Julia Isaza Restrepo, hija del empresario Julio Cipriano Isaza Lalinde. 